# Орт (замок)
Орт (нем. Schloss Ort) — комплекс из двух замков на озере Траунзее: один расположен на острове, а другой — на берегу в городе Гмунден. Сооружение находится в федеральной земле Верхней Австрии на севере центральной части Австрии. Более известным является островной замок, который соединён с сушей мостом. Он является одной из старейших построек региона. Замок не раз служил декорацией при съёмках фильмов и сериалов.

## История

### Ранний период

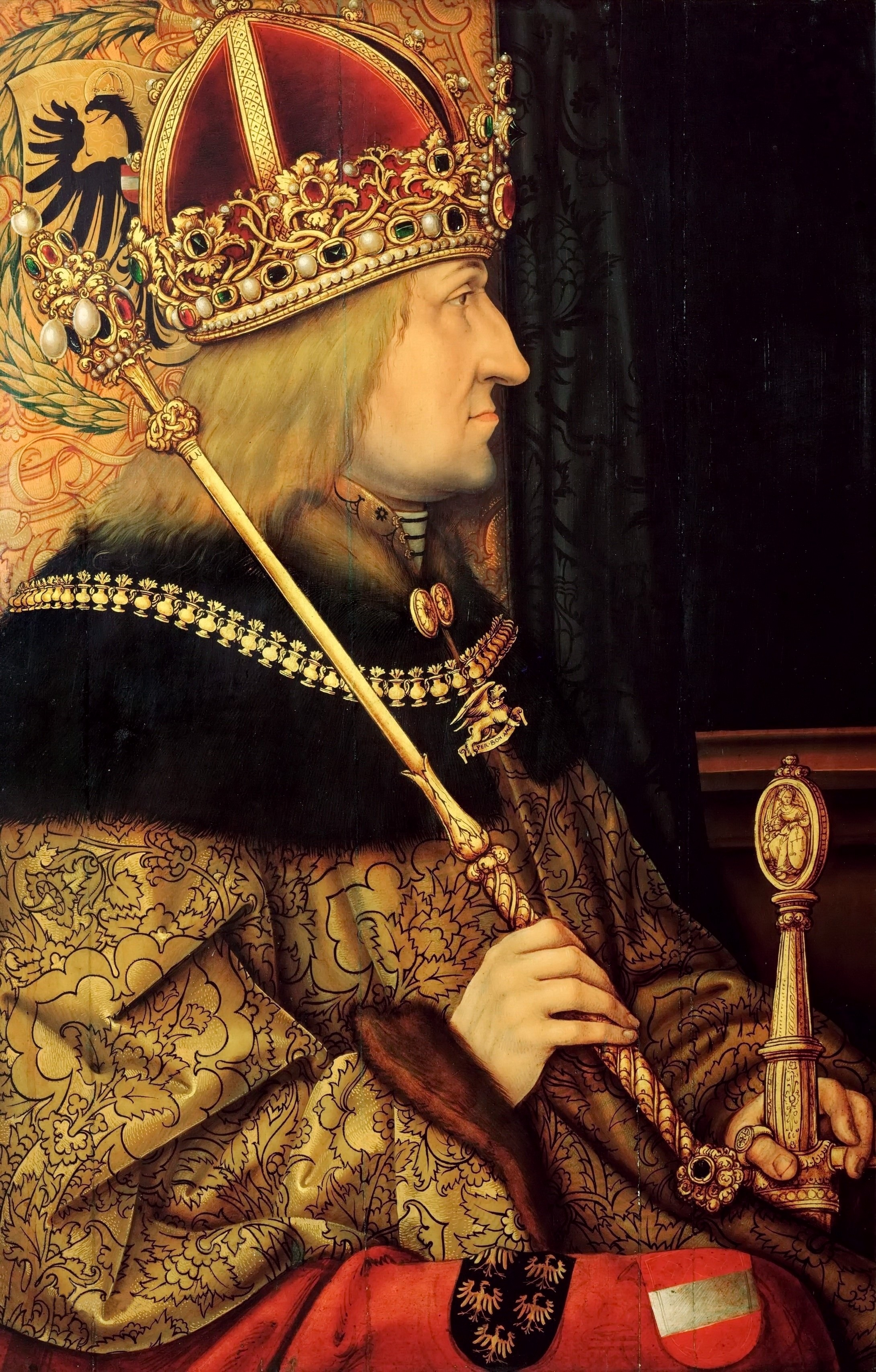
Император Фридрих III

Впервые замок Орт упоминается в документах в 909 году. Затем его название вновь встречается в 1053 году. Первоначально замок был окружен рвом и ещё одной внешней стеной. Однако после пожара 1626 года островное сооружение восстановили а том виде, который можно видеть и сегодня. Замок представляет собой по форме  неправильной треугольник. Основная часть зданий построена в стиле поздней готики.
Первыми правителями замка были дворяне из рола фон Орт, являвшиеся штирийскими министериалами. Основателем рода называют Хартнида фон Орта, который являлся правнуком баварского графа Арибо II. Семья фон Орт владела замком с X века до 1244 года. Последний из представителей династии вступил в конфликт с сюзереном, попал в тюрьму и был лишён родовых владений. 
С второй половины XIII века замок за короткое время сменил сразу нескольких собственников, пока в 1483 году не оказался личным владением императора Священной Римской империи Фридриха III. Этот представитель Габсбургов превратил островную крепость в роскошную резиденцию, где любил проводить свободное время. 
В конце XVI века замок выкупили власти города Гмунден. К тому времени местные бюргеры очень разбогатели на торговле солью. Однако в 1603 году замок пришлось продать обратно в императорский домен Габсбургов. Причиной стали чрезмерно высокие затраты на содержание резиденции. Её новым владельцем стал император Рудольф II.

### XVII век

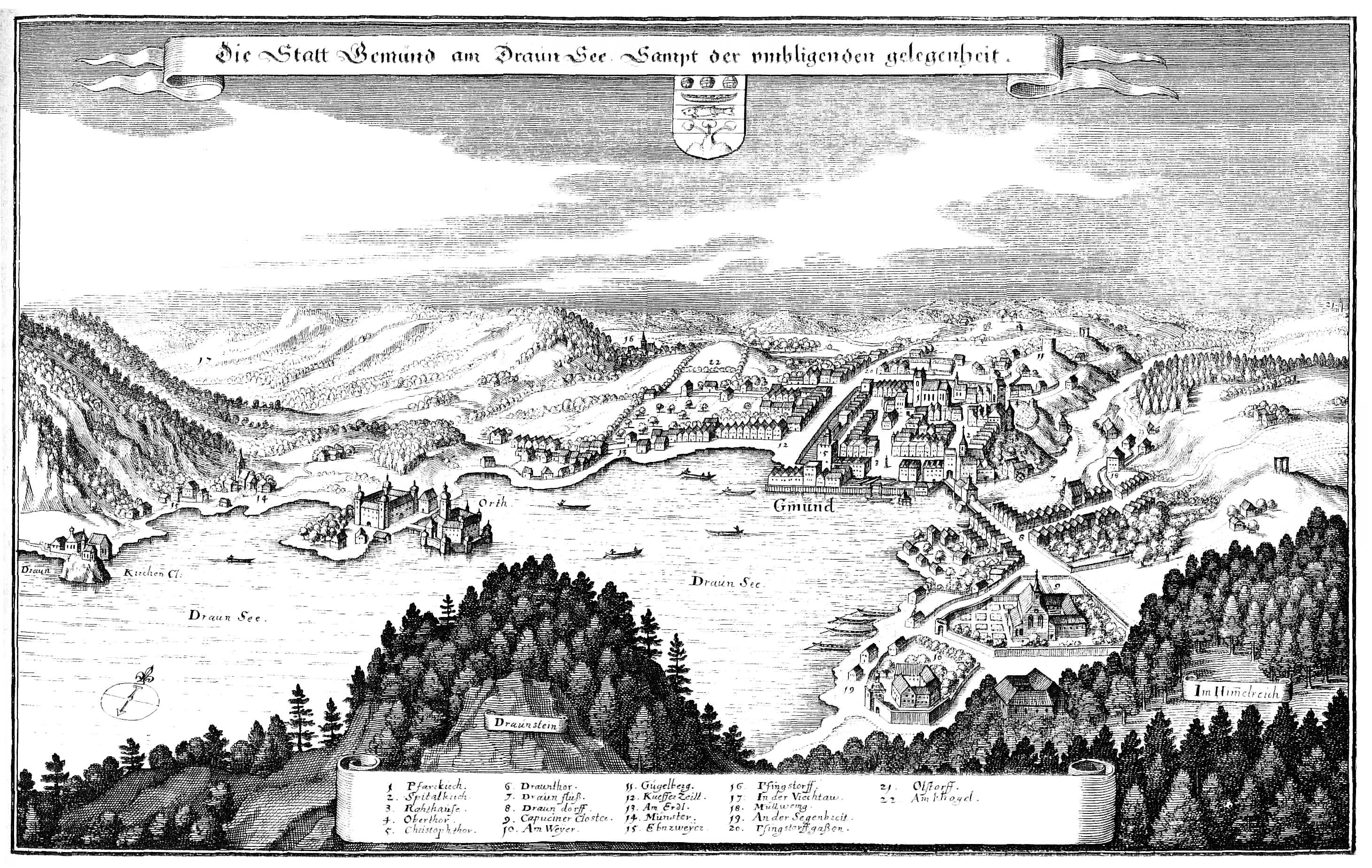
Замок Орт и город Гмунден на гравюре 1656 года

В 1620 году Верхняя Австрия была передана в залог властителям Баварии. Это произошло из-за того, что в самом начале Тридцатилетней войны венские Габсбурги испытывали острую нехватку средств на ведение боевых действий. Баварский герцог назначил губернатором графа Адама фон Герберсторфа, который сделал своей столицей Линц. Этот человек несколько раньше женился на баронессе Марии Саломее фон Прейзинг-Хедсбург, вдове фельдмаршала Файта цу Паппенхайма. В придание новому супругу достался озёрный замок Орт, до того принадлежавший дворянскому роду Шерффенберг. Кроме того граф взял под контроль конфискованное имение Толлет в регионе Хаусрукфиртель, ранее принадлежавшее протестантской семье Йоргер фон Толлет, которая оказалась в опале у католических властей Австрии. 
Замок Орт Адам фон Герберсторф сделал личной загородной резиденцией. Он прославился как жестокий правитель, значительно увеличивший налоги и подати. Вскоре местные крестьяне начали проявлять открытое неповиновение. Тогда граф 15 мая 1625 года пригласил всех видных вождей протеста в Хаушаммерфельд близ Франкенбурга для «мирных переговоров». Однако тех, кто доверился баварскому наместнику и прибыл к нему, немедленно арестовали. Всего в темницу были брошены 36 человек. Причём граф проявил «милость» и приговорил к смертной казни лишь половину схваченных крестьян. Но выбирать тех, кого следовало отправить на виселицу, им пришлось самим, играя в кости. Для этого всех арестованных разделили на пары. Данное драматическое событие вошло в историю Австрии как Франкенбургские игры в кости.
Граф Герберсторф надеялся c одной стороны напугать крестьян, а с другой заслужить репутацию справедливого и гуманного правителя. Но в реальности его поступки лишь разозлили жителей Верхней Австрии и привели к мощному восстанию. В 1626 году разразилась масштабная крестьянская война. Около 5000 фермеров подступили к Гмундену и выиграли первое сражение с баварско-австрийской армией. Ободрённые победой восставшие начали нападать на резиденции дворян и грабить их. Фермы и конюшни на месте сегодняшнего дворца в Гмундене также были разорены и сожжены. На следующий день был атакован островной замок. Орт оказался захвачен, разграблен и сожжён. Лишь начавшийся сильный дождь не позволил огню уничтожить все здания. Правда, всего через месяц, 15 ноября 1626 года, отряды крестьян потерпели жесткое поражение в битве у Пинсдорфа.
После смерти графа Герберсторфа 11 сентября 1629 года замок Орт перешёл во владение его супруги Марии Саломеи. Через пять лет она решила продала его своему зятю Йоханну фон Вармунду (1573–1648), который в 1645 года получил титул имперского графа Прейсинга. 
От раннего замка мало что сохранилось. Современное здание появилось в 1634 году после радикальной реконструкции, инициатором которой стал Иоганн Вармунд.

### XVIII–XIX века

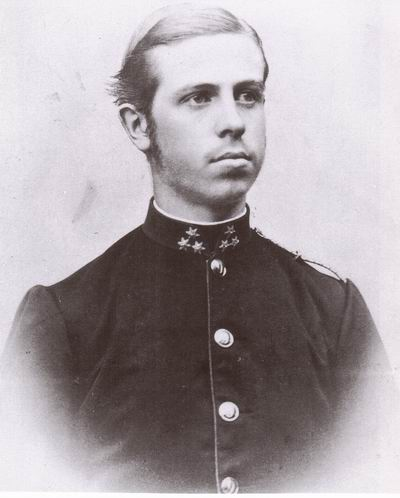
Иоганн Сальватор Австрийский

После 1690 года комплекс Орт снова стал личным владением Габсбургов. Был назначен особый смотритель, который управлял обоими замками и окрестными землями, но подчинялся непосредственно представителю императора в Гмундене. Помимо прочего с той поры замок на острове превратился в тюрьму для важных государственных преступников. В этом качестве он служило до 1848 года. До настоящего времени сохранились три из тюремных камеры для заключённых.
В 1867 году островной замок купил Леопольд II Тосканский (дальний родственник Габсбургов) и подарил своему сыну, эрцгерцогу Йоханну Сальватору Австрийскому. В течение следующих тридцати лет вся территория комплекса Орт была выкуплена великими герцогами Тосканы, которые обосновались здесь. Они превратили замок в свою резиденцию в изгнании. Вскоре эрцгерцог Йоханн Сальватор объявил, что более не желает быть дворянином и отказался от всех своих аристократических титулов. С тех пор он требовал называть себя просто Йоханном Ортом. Эрцгерцог начал новую жизнь и женился морганатическим браком на своей давней подруге актрисе Милли Штубель. В марте 1890 года он отправился в кругосветное плавание на своей трёхмачтовой яхте «Святая Маргарита». Йоханн Орт вместе с супругой сначала прибыл в Ла-Плату. Следующим пунктом назначения, куда путешественники направились в июле 1890 года, должен был стать Вальпараисо в Чили. Однако корабль так и не достиг этого порта. Вероятно, произошло кораблекрушение во время плавания вокруг мыса Горн. Во всяком случае Йоханн Орт стал считаться пропавшим без вести. В 1911 году он был объявлен мёртвым, а замок в очередной раз вернулся к Габсбургам. На это раз его собственником оказался австрийский император Франц Иосиф I.

### XX век
В 1915 году замок приобрели местные власти. После завершения Первой мировой войны в 1918 году комплекс перешёл в собственность федеральной земли. Вскоре здесь разместился Учебный центр лесного хозяйства Федерального министерства сельского, лесного хозяйства, окружающей среды и управления водными ресурсами. Правда, власти не раз пытались найти замку другие применение: то как музею, то как месту отдыха. Однако принятие окончательного решения затянулось на десятилетия и в итоге было решено продать Орт.
В 1988 году обветшавший замок выставили на продажу. Но частные инвесторы не спешили приобретать столь крупный объект, да ещё и весьма дорогой в обслуживании. Наконец в 1995 году Орт за 60 миллионов шиллингов приобрели муниципальные власти Гмундена. После этого пришлось потратить ещё 70 миллионов шиллингов на ремонт и реставрацию. Окружающий замок заиленный район озера был объявлен природным заповедником.

## Замок в городе Гмунден
Дворцово-замковый комплекс в городе Гмунден представляет собой группу зданий, построенную в первой половине XVII века на месте хозяйственных построек островного замка. Ранние сооружения были сожжен во время крестьянского восстания, а затем на их месте возвели в 1626–1629 годах роскошный дворец. Квадратный двор окружают четыре башни, увенчанные луковичными куполами. В центре двора сохранился фонтан в стиле рококо, построенный в 1777 году. На внутренних фасадах можно увидеть родовые гербы бывших владельцев замка. Украшением просторного бального зала служит расписной деревянный потолок. Над ним с 1604 по 1612 год работали лучшие мастера и художники. Большая часть помещений тщательно отреставрирована.
Во время Первой мировой войны здесь располагался военный госпиталь. С 1919 по 2018 год комплекс использовался как государственная школа лесного хозяйства, а также как центр семинаров и конгрессов.

## Старинные часы
Уникальной особенностью замка является часовой механизм, созданный ещё в 1634 году. Часы до сих пор работают. Для этого их требуется ежедневно заводить вручную.

## В массовой культуре
- В период с 1996 по 2004 год замок был сценой действия популярного телесериала Schlosshotel Orth. Всего было снято 144 серии по 45 минут каждая. Известность сериала не раз вызывала некоторое замешательство у туристов, так как на самом деле в стенах замка нет гостиницы. Внутри есть только ресторан с винный бар.

## Современное использование
В островном замке находится ресторан Orther Stub'n и сувенирный магазин. Кроме того, здесь часто проходят культурные мероприятия (концерты, чтения). Одновременно замок является невероятно популярным местом для проведения свадебных торжеств. Из здесь бывает до 362 свадеб в году.

## Галерея

### Островной замок

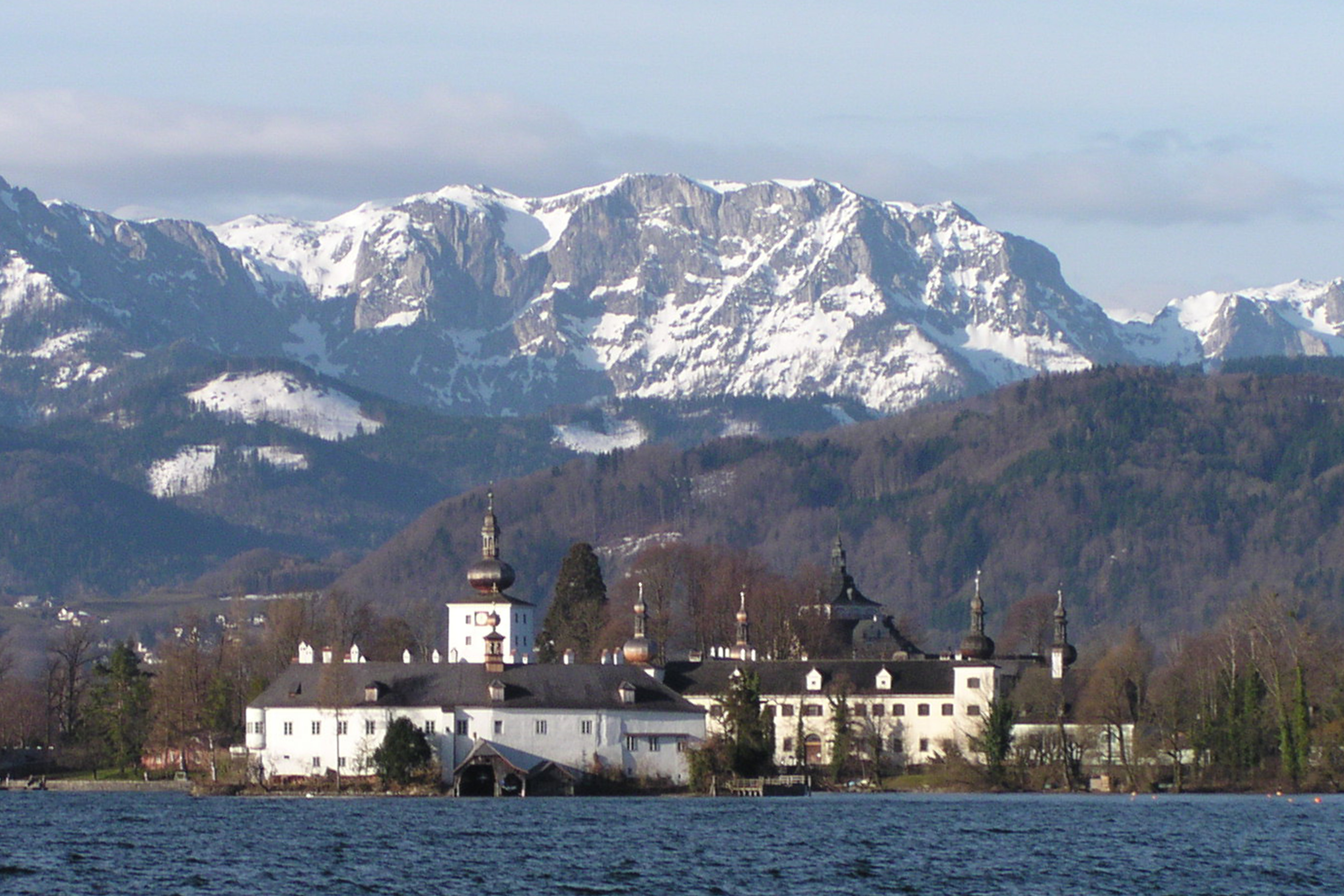
Вид замка на фоне гор
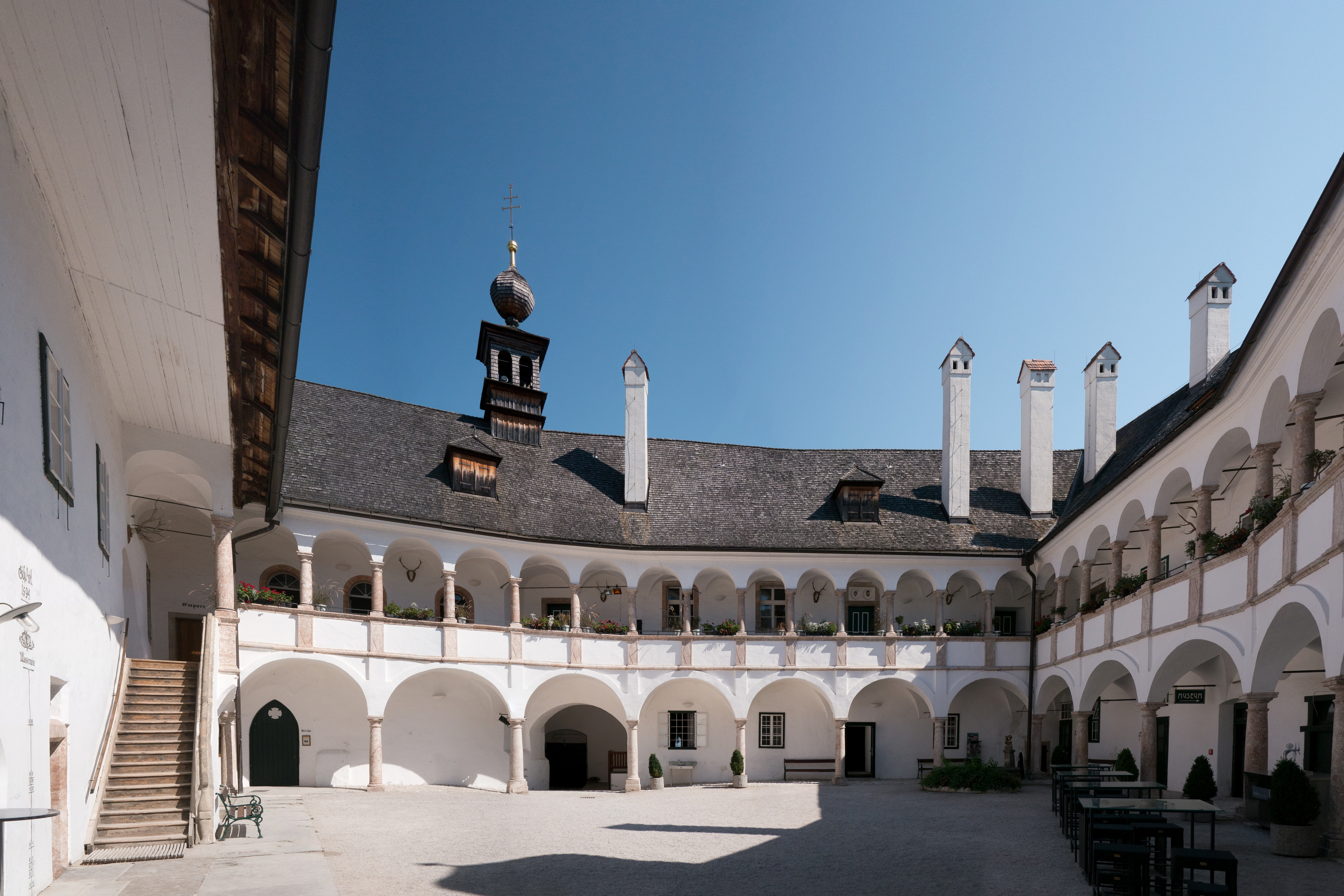
Внутренний двор
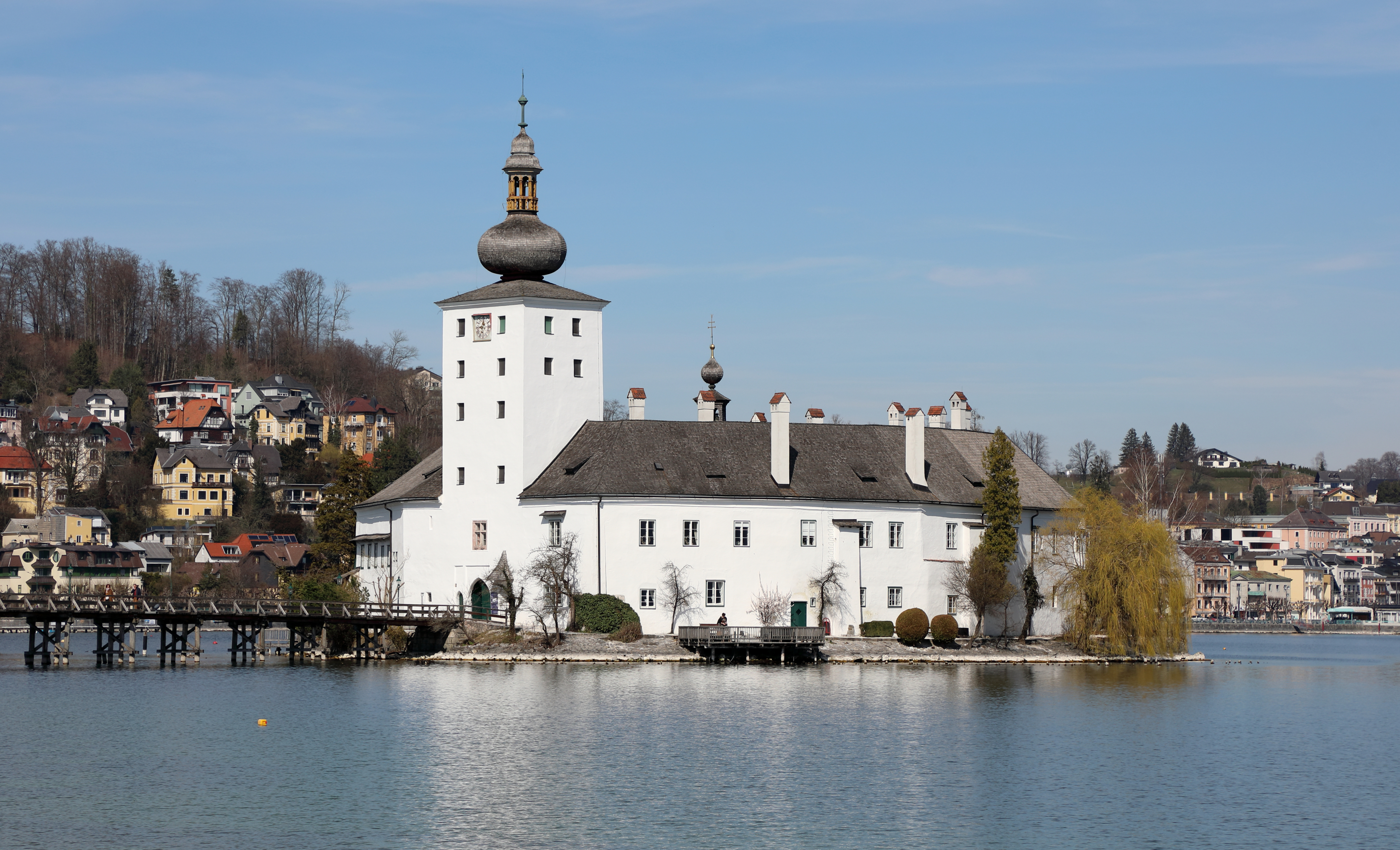
Вид замка с юга
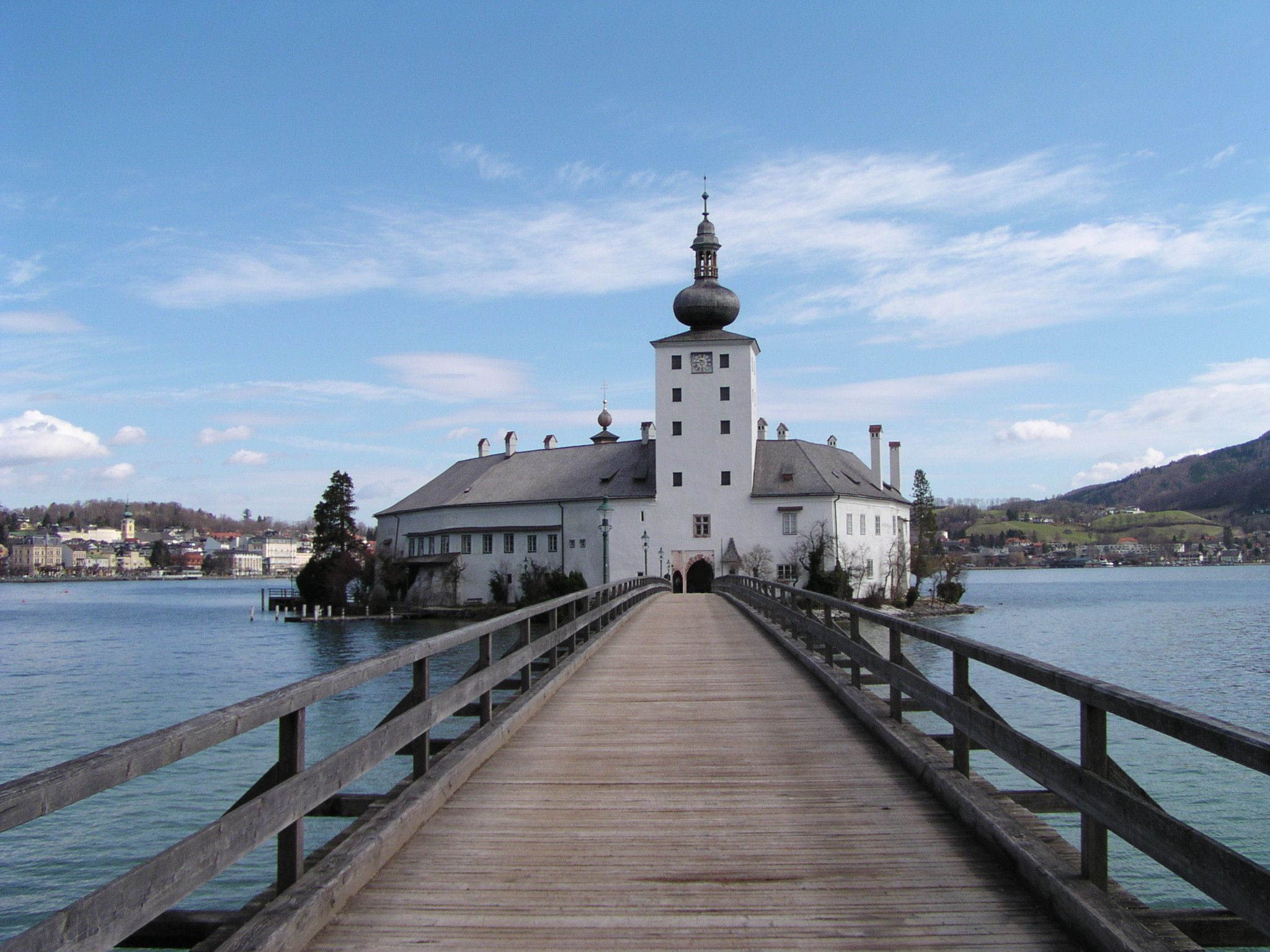
Мост ведущий в замок
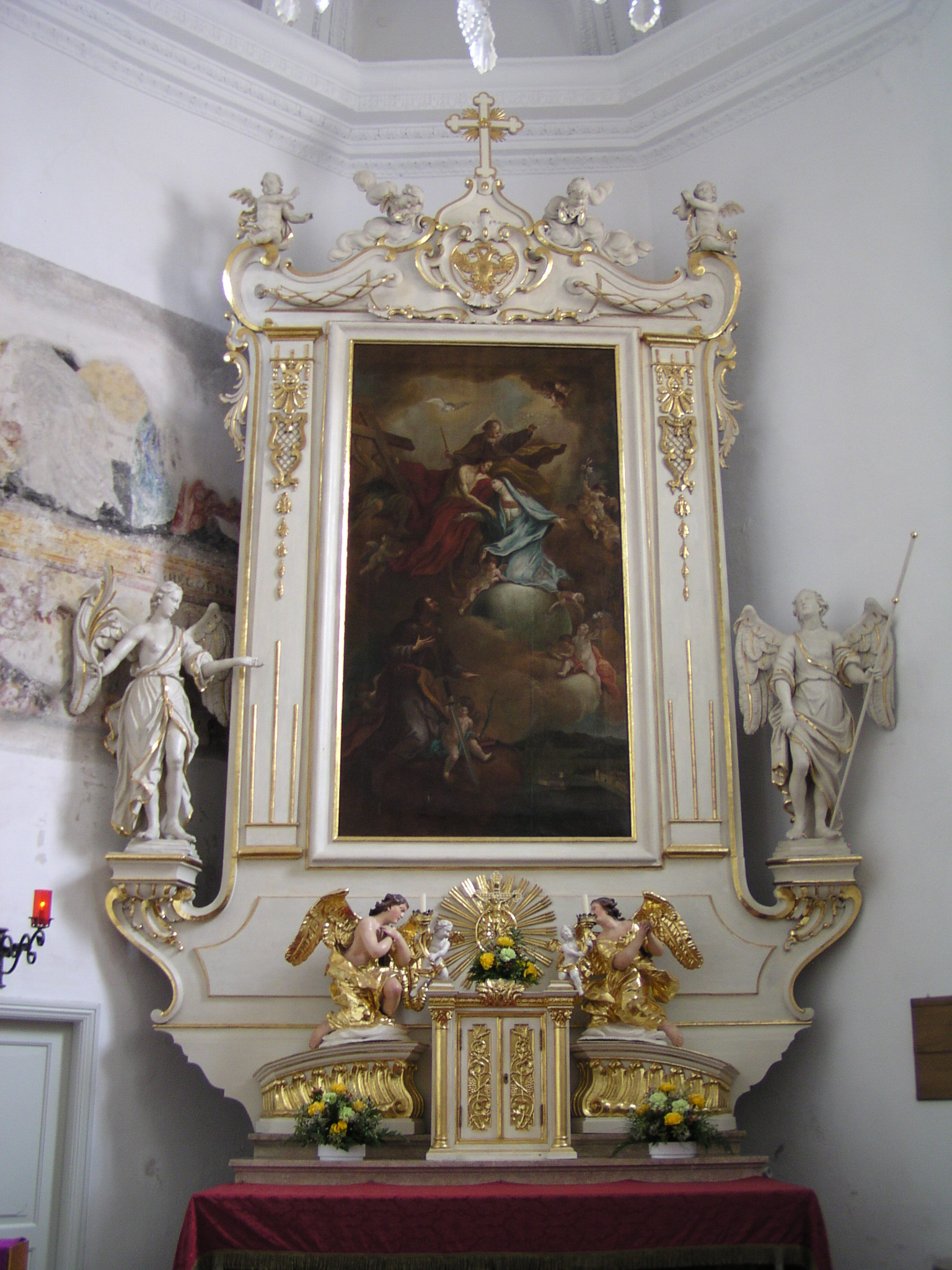
Алтарь замковой капеллы

### Замок в городе Гмунден

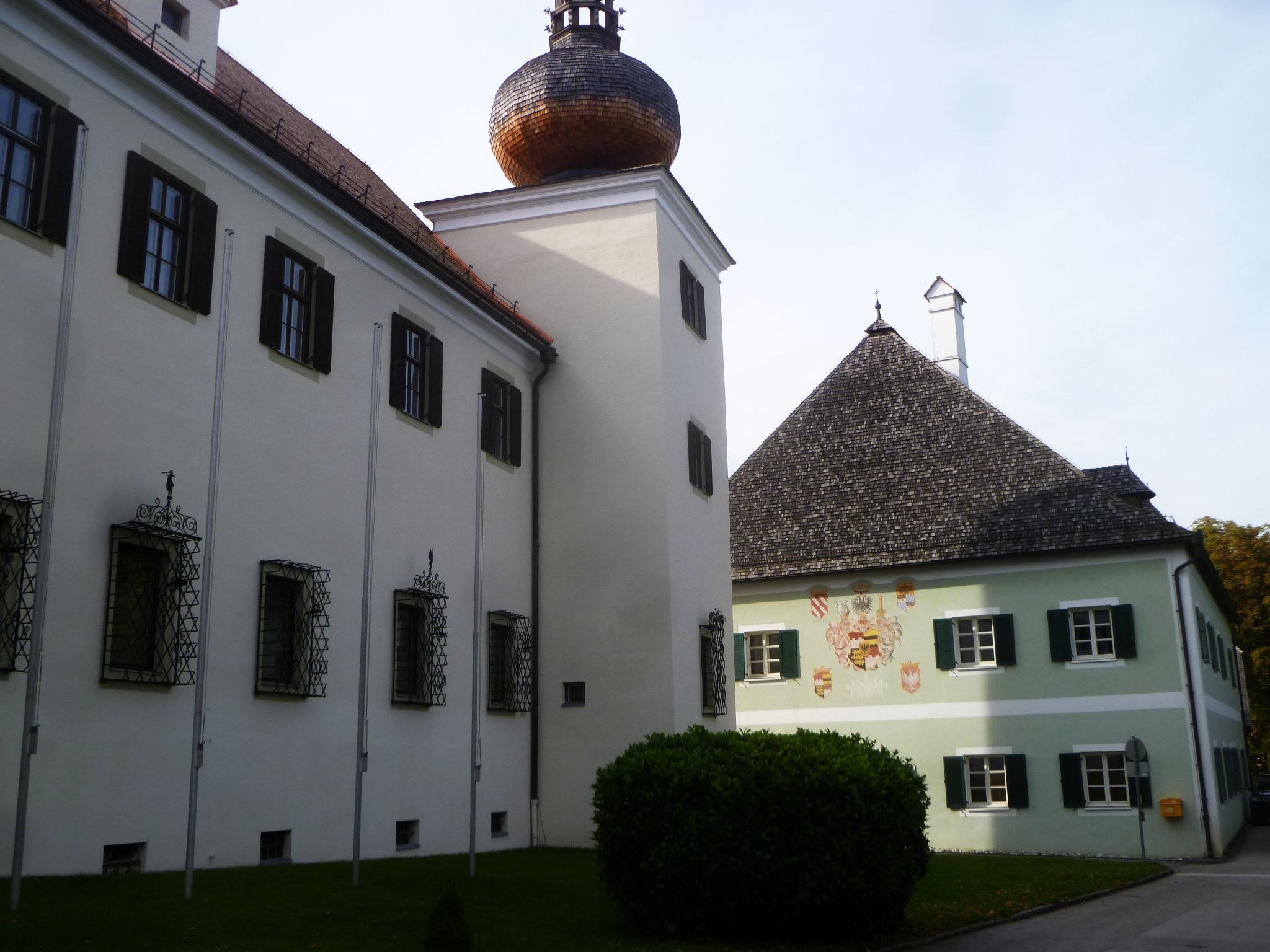
Севереная башня
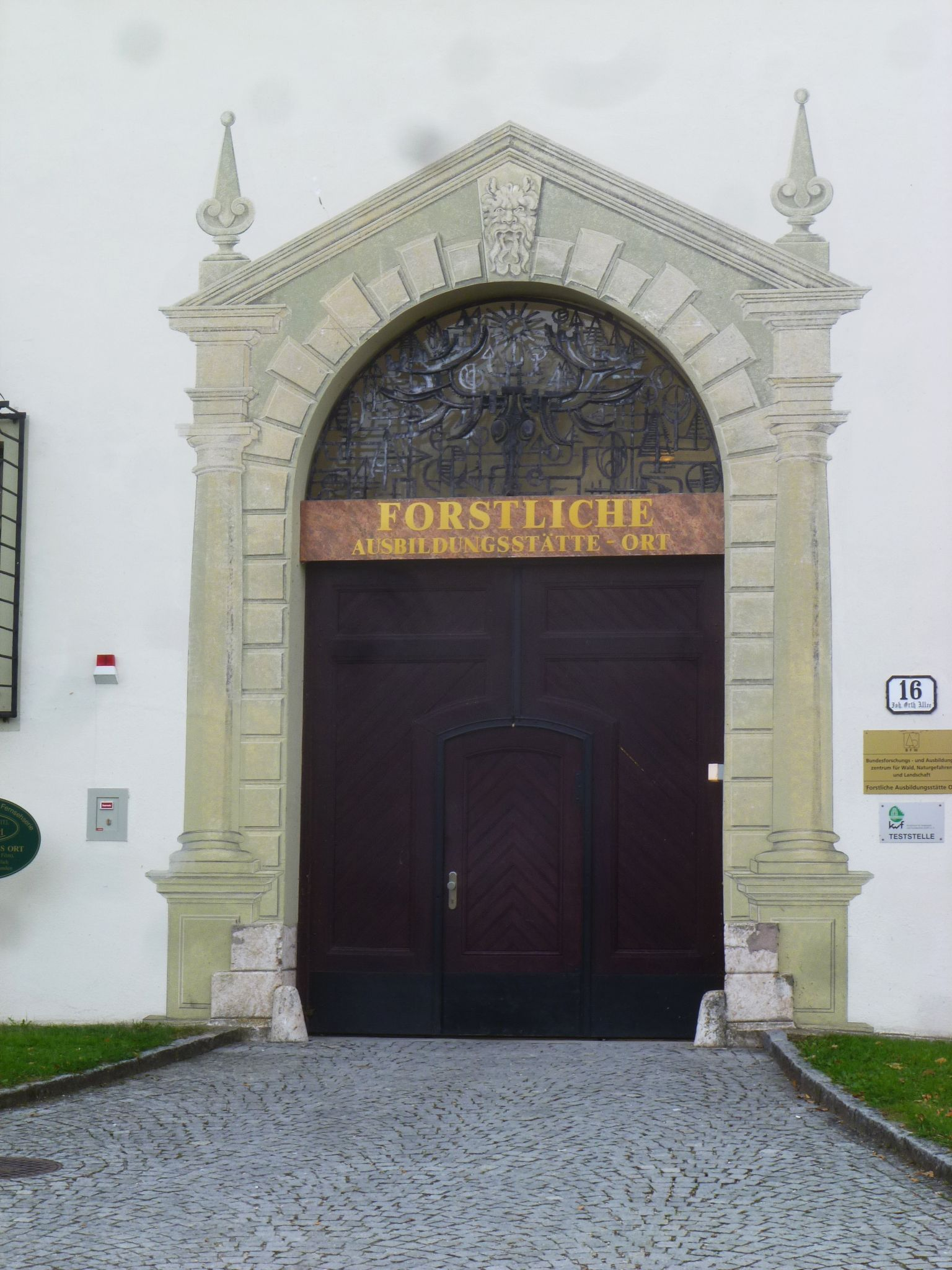
Главный вход
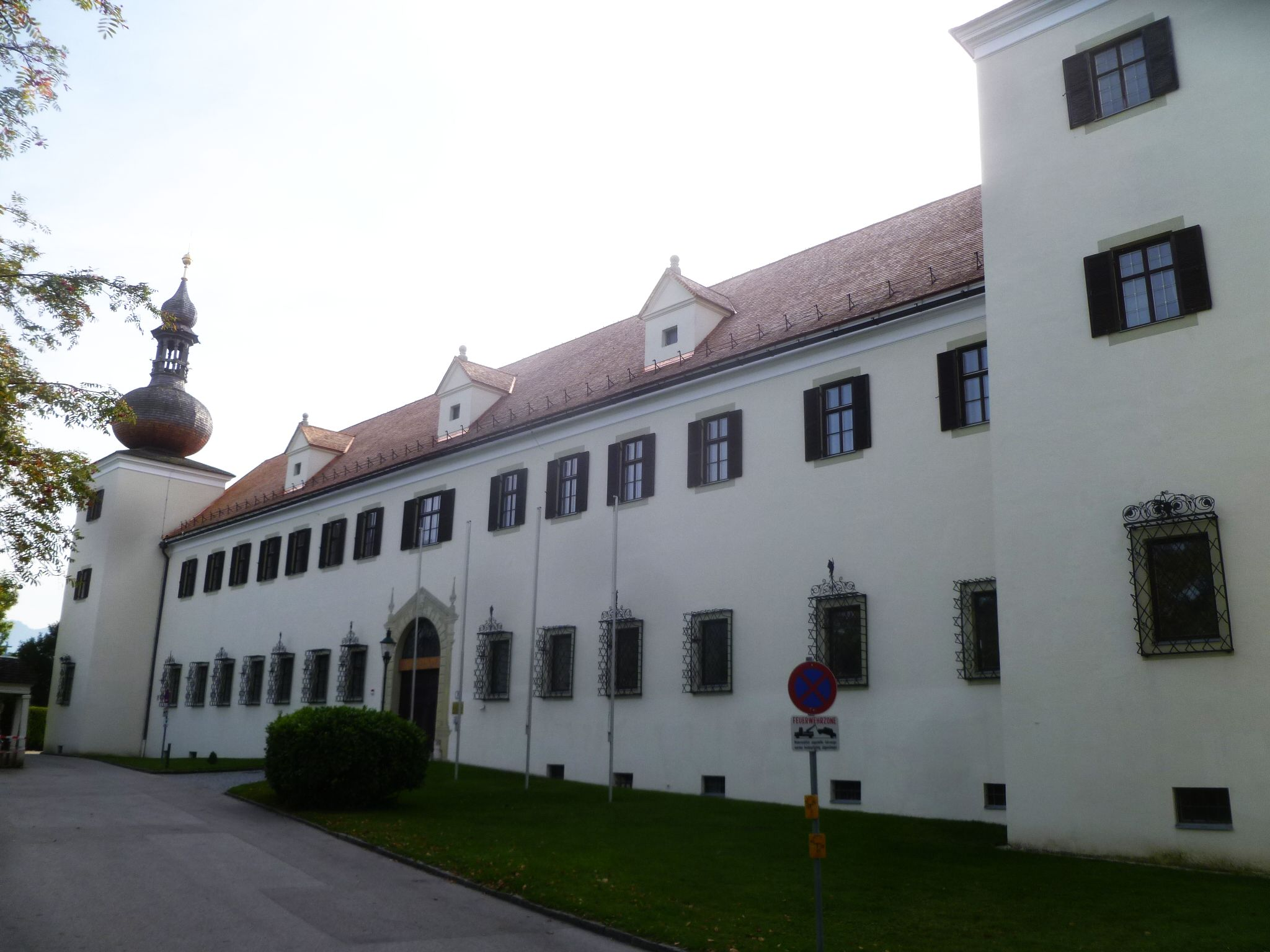
Юго-восточная стена
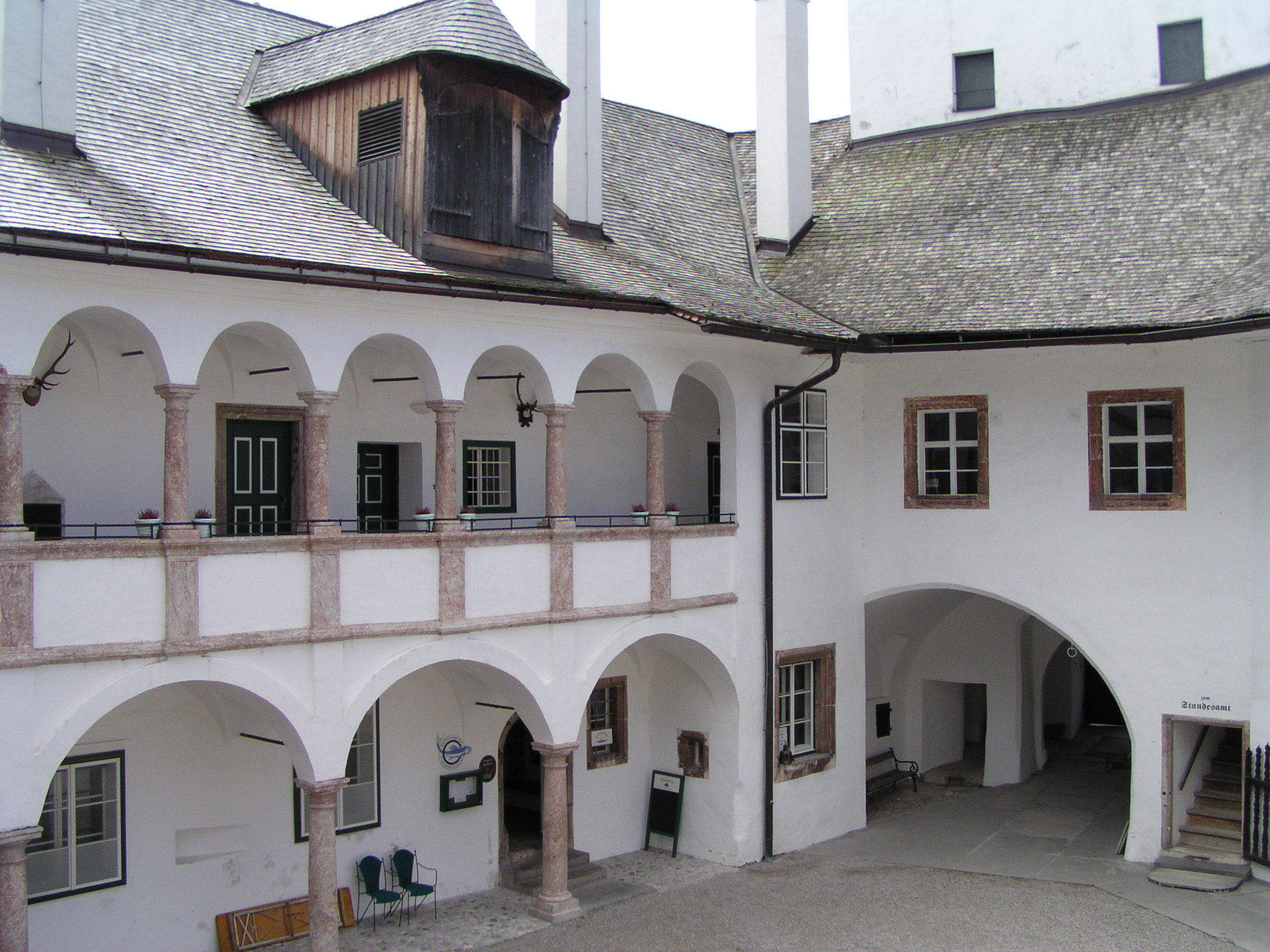
Восточная часть внутреннего двора
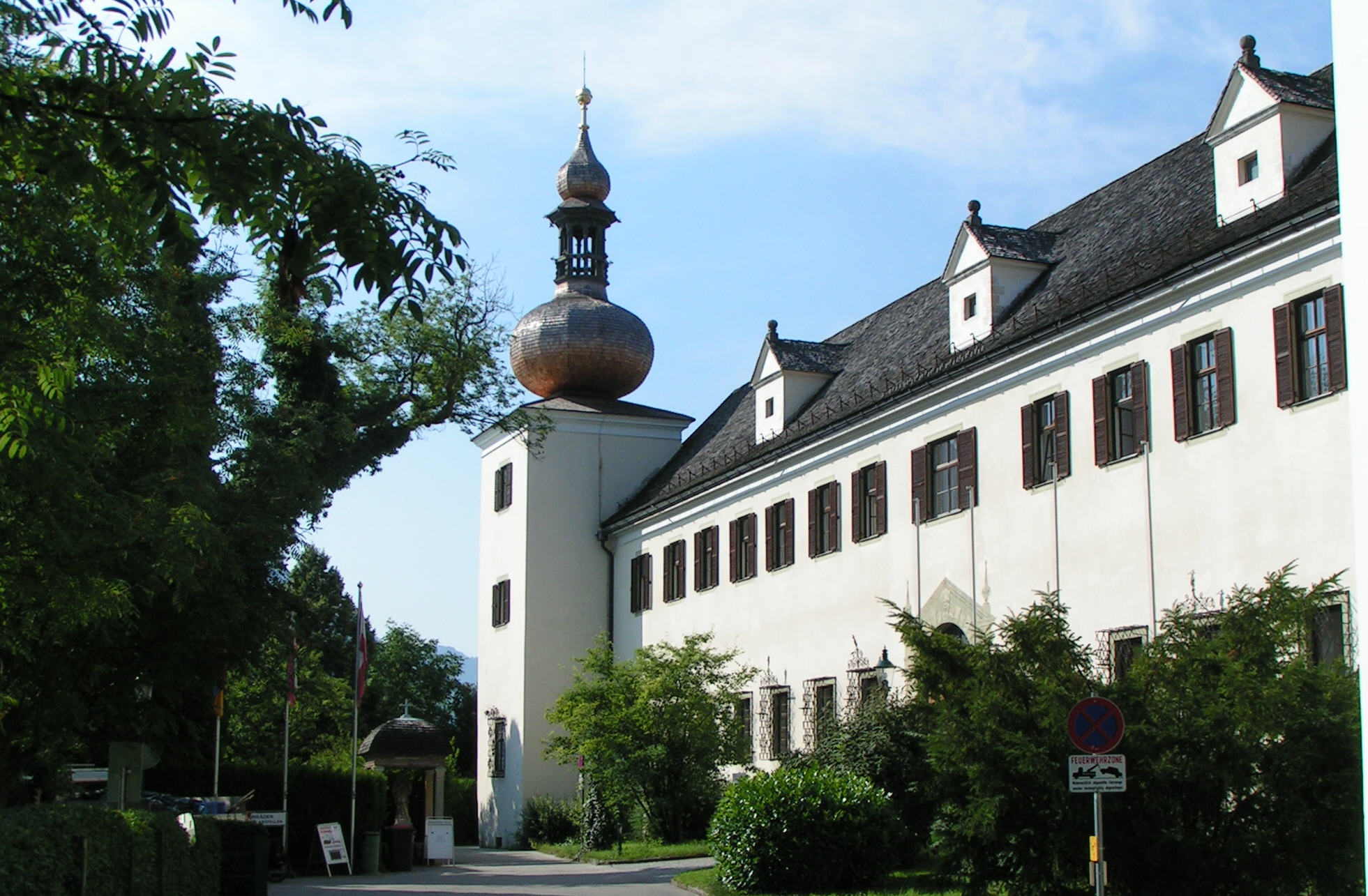
Юго-западный фасад замка